# Коваленко Іван Пантелеймонович
Іван Пантелеймонович Коваленко (нар. 1887 — 1947) — український науковець та громадський діяч, засновник Маріупольського краєзнавчого музею.

## Життєпис
Іван Коваленко народився в  Маріуполі в 1887 р. в сім'ї юриста. У чотири роки втратив батька. Закінчивши в  Таганрозі гімназію, вступив до  Київського університету. У 1905 р. за участь у студентських заворушеннях був виключений, а в 1907 р. виключений знову, цього разу без права поновлення, і знаходився в Маріуполі під наглядом поліції. Однак потяг до знань була величезна, і Коваленко вступає на природниче відділення фізико-математичного факультету  Харківського університету, який закінчив у 1912 р., ставши фахівцем по  геології. А в 1916 р. закінчив ще й  Московський сільськогосподарський інститут за спеціальністю «агроном».
Деякий час працював у ботанічному саду ХДУ у професора  В. М. Арнольді, потім викладав у  Москві, в одній з жіночих гімназій у Мар'їним гаю. Безсумнівно, навчаючись у вузах Москви та Харкова, Іван Пантелеймонович потрапив під вплив таких відомих піонерів охорони природи, викладачів цих вузів, як  В. І. Талієв, Н. М. Кулагін, Б. М. Житков, що і відбилося на його подальшій діяльності.
У 1916 р. Коваленко повертається до Маріуполя, де починає активно викладати в різних навчальних закладах, організовує Маріупольське товариство вивчення місцевого краю, стає головою його правління. Завдяки товариству і був створений в 1920 р. Маріупольський окружний краєзнавчий музей. Його директором став І. П. Коваленко, а дружина, Ніна Семенівна — зав. етнографічним відділом.
 Однак про планову роботу в перші роки існування музею говорити не доводиться. У 1920 р. наше місто неодноразово піддавалося евакуації. У 1921/22 р. пережив жахи голоду (з людожерством). У наступні ж роки — пережив безгрошів'я і відсутність будь-яких асигнувань на музей—  писав у звіті Іван Пантелеймонович 
.
Разом з тим Маріупольський музей значно вирізнявся серед інших краєзнавчих музеїв України: мав 17 тис. експонатів, в рік його відвідувало 14 тис. осіб. При музеї працювала спеціальна штормова щогла для попередження рибалок про негоду.
Велика заслуга директора музею І. П. Коваленка та його найближчих помічників — зав. природничим відділом Володимира Вікторовича Рудевича і співробітника музею — Віктора Леонідовича Голіцинського у розвитку природоохоронного руху на  Маріупольщини. Ще з 1922–1923 рр. Коваленко із співробітниками піднімає питання перед місцевою владою про заповідання  Білосарайської коси, з 1925 р. — про збереження  Кам'яних могил,  Хомутовського степу і вапнякових виходів біля річки Кальчик у 3-4 верстах від Маріуполя. Разом з іншим донецьким краєзнавцем  Б. С. Вальхом, харківськими ботаніками  М. В. Клоковим, Ю. Д. Клеоповим,  Є. М. Лавренко, своїми співробітниками він виїжджає на ці ділянки, складає доповідні, розсилає численні клопотання про заповідання об'єктів.
Вважати абсолютно необхідним організацію заповідника на вказаній ділянці площею не менше 1000 десятин—  - пише він 12 липня 1925 р. у протоколі комісії з обстеження цілинних ділянок біля села Хомутово 
"Ми тільки ще більше впевнилися в тому, що необхідно якомога швидше добитися всіх необхідних заходів з охорони зтого чудового куточка. А боротися було з чим … ", — згадував пізніше Іван Пантелеймонович. Бо місцеві господарники всіляко гальмували створення заповідників. І все-таки ентузіастам вдалося домогтися свого: 24 серпня 1926 р. Маріупольський Окрвиконком ухвалив не орати Хомутовський степ і передати його у відання Маріупольського музею. У липні 1926 р. розпорядженням НКЗ УРСР Білосарайська коса і Кам'яні могили стали тимчасовими заказниками, а через рік Білосарайська коса увійшла до складу республіканських державних Приморських заповідників, а Кам'яні могили — оголошені заповідником місцевого значення. Були заповідані також 5 гектарів вапнякових виходів вздовж річки Кальчик.
Необхідно відзначити, що музей встановив у цих заповідних куточках свою охорону та здійснював її аж до 1941 р., відстоюючи непорушність кордонів об'єктів у різних органах влади. Щоб донести місцевим жителям важливість існування заповідників у Маріупольщині, Іван Пантелеймонович опублікував у місцевій газеті та журналі «Просвещение Донбасса» декілька статей.
З ініціативи Коваленко та його соратників у Маріуполі в 1925 р. організований загальноміський юннатський гурток, а 4 березня 1928 р. проведений перший на Донбасі День птахів. Учасник свята Є. В. Чєтенов згадував:
З балкона 2-то поверху, де розміщувався Палац праці … з вітальним словом до всіх учасників параду з нагоди Дня птахів виступили: керівник загальноміського гуртка В. Л. Голіцинський та голова гуртка Є. Чєтенов. Потім вся колона рушила під звуки духового оркестру в міський сквер, де виступив з короткою промовою директор краєзнавчого музею І. П. Коваленко
Природоохоронна діяльність Івана Пантелеймоновича стала добре відома і за межами України. У 1923 р. його запрошують до Москви на II Всесоюзний з'їзд краєзнавства, а в 1925 р. — у Харків, на 1 Всеукраїнську краєзнавчу конференцію. У 1926 р. Коваленко бере участь у II Всесоюзному з'їзді геологів у Києві. Він стає кореспондентом Українського комітету охорони пам'яток природи, членом  Українського комітету краєзнавства.
Наприкінці 20-х робота в Музеї стала значно ускладнюватися. На 1928–1929 рр. Маріупольський окрвиконком на одну третину скоротив фінансування. У листопаді 1929 р. музей перевірила «летюча бригада» із Маріупольського Будинку комуністичної освіти. 24 листопада в газеті « Приазовский пролетарий» з'явилося малограмотна і наклепницька стаття «Покінчити з аполітичністю в музейній справі»
«Не показ досягнень місцевої промисловості, а якийсь курник, убоге захаращення діаграм і горщиків — ось основне враження від музейних відділень про господарстві та промисловості Маріупольщини». Керівництво музею обвинувачувалося у популяризації " Вестника Императорского общества ", фотографій «махновців», а також відсутності відділу «революційної слави». Наркомосом УРСР була терміново створена комісія, і розібравшись, вона не встала на позицію авторів статті, хоча і знайшла деякі «недоліки».
Подальших точних відомостей про долю Івана Пантелеймоновича немає. За розповідями маріупольського краєзнавця Є. В. Чєтенова, який особисто його знав, в 1930 р. Коваленко виступив проти будівництва в Маріуполі металургійного заводу-гіганта «Азовсталь» на тому місці, де він зараз розташований. Як натураліст, краєзнавець, Іван Пантелеймонович застерігав, що «роза вітрів» така, що заводський дим піде на житлові райони міста. Та й сам завод буде споруджуватися на місці, що має археологічні пам'ятники. Пропонував перенести будівництво заводу в інше місце. За що потрапив у немилість.
30 листопада 1934 р. в тій же маріупольської газеті « Приазовский пролетарий» було поміщено чергову наклепницьку проти Коваленка анонімну статтю «У музеї краєзнавства — агентура класового ворога». Набір звинувачень був той же, що і в 1929 р., але акценти і висновки вже інші.
У музеї краєзнавства до цього часу група чужих радянській владі людей використовує музей для антирадянської роботи і антирадянських виступів. Ось характерні факти: протягом двох років музей краєзнавства не організовує індустріальний відділ. У музеї не показаний новий радянський Маріуполь (…),

Зрозуміло, інакше не могло й бути, коли музеєм по цей час керує класовий ворог, колишній есер, петлюрівець Коваленко .. Положення в музеї краєзнавства змушує бити на сполох. Необхідно терміново провентилювати музей, щоб викинути звідти все антирадянське
.
А через кілька днів, після вбивства Кірова, почалися повальні арешти і слідства без суду. Природно припустити, що Коваленка заарештували. Проте в архівах СБ України його «справи» немає. За деякими неперевіреними даними він був засланий (або встиг виїхати сам) до  Молдавії. Звідти через кілька років переїхав до Середньої Азії (Ташкент). Де помер приблизно в 1947 р.
Його найближчий помічник В. Л. Голіцинский покинув музей в 1933 р., переїхавши до Ленінграда, де працював на педагогічній станції. Пережив блокаду. У лютому 1944 р. створив у Ленінграді станцію юннатів. Помер в 1951 р. Доля іншого соратника Коваленка В. В. Рудевича, якому в 1933 р. вже виповнилося 63 роки, невідома.

## Публікації
- Коваленко И. П. Музеи краеведения Донбасса // Просвещение Донбаса. — 1923. — № 5. — С. 90-99.
- Коваленко I.П. Заповідники на Маріупольщині // Охорона пам'яток природи на Україні (Харків). — 1928. — Зб. 2. — С. 68-85.
- Коваленко И. П. План экскурсий для учащих и учащихся г. Мариуполя и уезда. Просвещение Донбасса, 1922. № 8. С. 90–99.
- Коваленко И. П. Мариупольский музей. Просвещение Донбасса, 1922. № 9. С. 106–107.
- Коваленко И. П. Заповедники в Мариупольской округе. Приазовский пролетарий. 17, 19 января.1928.